# Massè (Benin)
Massè ist ein Arrondissement im Departement Plateau im westafrikanischen Staat Benin. Es ist eine Verwaltungseinheit, die der Gerichtsbarkeit der Kommune Adja-Ouèrè untersteht.

## Demografie und Verwaltung
Gemäß der Volkszählung 2013 des beninischen Statistikamtes INSAE hatte das Arrondissement 25.938 Einwohner, davon waren 13.107 männlich und 12.831 weiblich.
Von den 76 Dörfern und Quartieren der Kommune Adja-Ouèrè entfallen 16 auf Massè:
1. Abadago
2. Adjoda
3. Ayéladjou
4. Danhimè
5. Egbè-Agbo
6. Ichougbo
7. Igbo-Ikoko
8. Ita Aholou
9. Massè
10. Massè-Adjégounlè
11. Mowobani
12. Ogouro
13. Oké-Ola
14. Oko-Djèguèdè
15. Owochandé
16. Teffi-Okéïgbala